# Kasséna (peuple)
Pour les articles homonymes, voir Kassena.

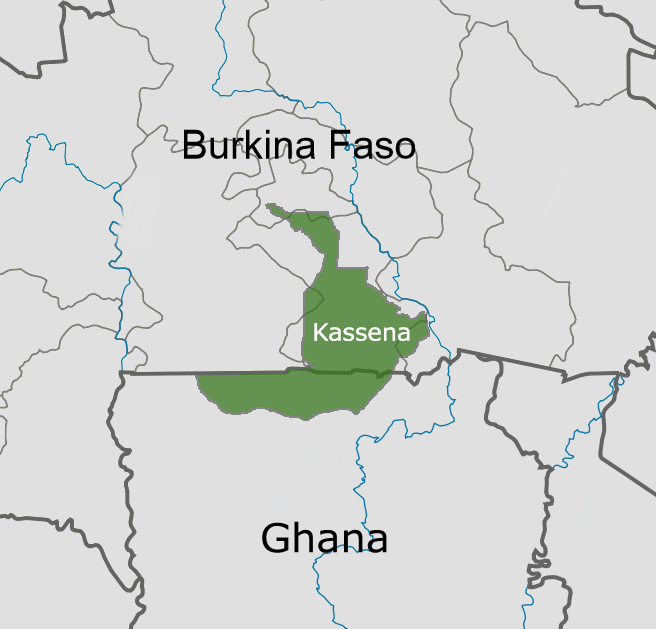
Région des Kassénas

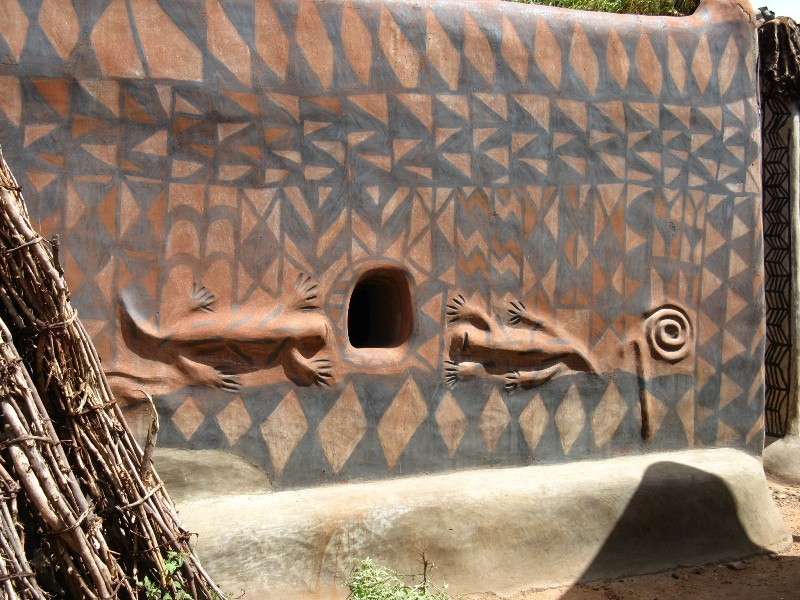
Habitat kasséna décoré à Tiébélé (Burkina Faso)

Les Kasséna sont une population d'Afrique de l'Ouest vivant au nord du Ghana et au sud du Burkina Faso. Ils sont proches des Gurunsi.
Ils se distinguent par leur architecture.

## Ethnonymie
Selon les sources et le contexte, on observe de multiples formes : Awuna, Binyime, Gapershi, Kasem, Kasena, Kasenas, Kasene, Kasim, Kasina,  
Kasm, Kasom-Bura, Kasomse, Kasonbura, Kason Bura, Kason Fra, Kasonse, Kassem, Kassénas, Kasuna, Kipirse, Ksm, Qasim, Wulise.

## Langues
Leur langue est le kassena (ou kassem). Le nombre total de locuteurs est estimé à 250 000, dont 13 000 au Ghana (2004) et 83 602 au Burkina Faso (2006). Le français et le moré sont également utilisés.

### Filmographie
- Traces, empreintes de femmes, film documentaire de Kati Léna Ndiaye, Médiathèque des Trois Mondes, Paris, 2005, 52 min (DVD)